# 石原吉原上野遺跡
石原吉原上野遺跡（石原ヨシハラウエノ遺跡）位於鹿兒島縣奄美市住用町大字役勝，是琉球三山時代的御城遺址。
石原吉原上野遺跡位於舊住用村中心部位的南側，地處奄美群島國立公園特別保護地區的原生態紅樹林泥灘的突出部位，標高33.5公尺，沿著山脊線條而建。